# Blogger
Blogger – darmowy serwis blogowy stworzony w roku 1999 przez Pyra Labs, a następnie przejęty i rozwijany przez Google (od 2003). Zsynchronizowany z serwisem Picasa Web Albums. Blogi użytkowników widoczne są najczęściej w domenie blogspot.com.

## Historia
| 23 sierpnia 1999 |  | Pyra Labs uruchomiło serwis. |
| luty 2003        |  | Pyra Labs i wszystkie produkty tej firmy zostały przejęte przez Google. Wszystkie płatne funkcje serwisu udostępniono za darmo.                                          |
| 2004             |  | Google kupiło Picasę i zintegrowało ją z Bloggerem. |
| 9 maja 2004      |  | W menu zarządzania blogiem wprowadzono poważne zmiany. Użytkownicy dostali możliwość modyfikowania układu strony przez przesuwanie jej elementów odpowiednim narzędziem. |
| 14 sierpnia 2006 |  | Rozpoczęto beta-testy pakietu nowych funkcji, nazwanego Invader. Zmiany zostały wprowadzone dla wszystkich użytkowników w grudniu 2006.                                  |
| maj 2007         |  | Cały serwis został ostatecznie przeniesiony na serwery obsługiwane przez Google.                                                                                         |
| 4 maja 2007      |  | Wprowadzono nową wersję interfejsu. |
| 20 czerwca 2007  |  | Dodano kilkanaście nowych wersji językowych, w tym polską. |
| 2011             |  | Dodano widoki dynamiczne oraz nowy interfejs. |